# Miconia pterocaulon
Miconia pterocaulon är en tvåhjärtbladig växtart som beskrevs av José Jéronimo Triana. Miconia pterocaulon ingår i släktet Miconia och familjen Melastomataceae.
Artens utbredningsområde är Colombia. Inga underarter finns listade i Catalogue of Life.